# Buddhizmus Mexikóban

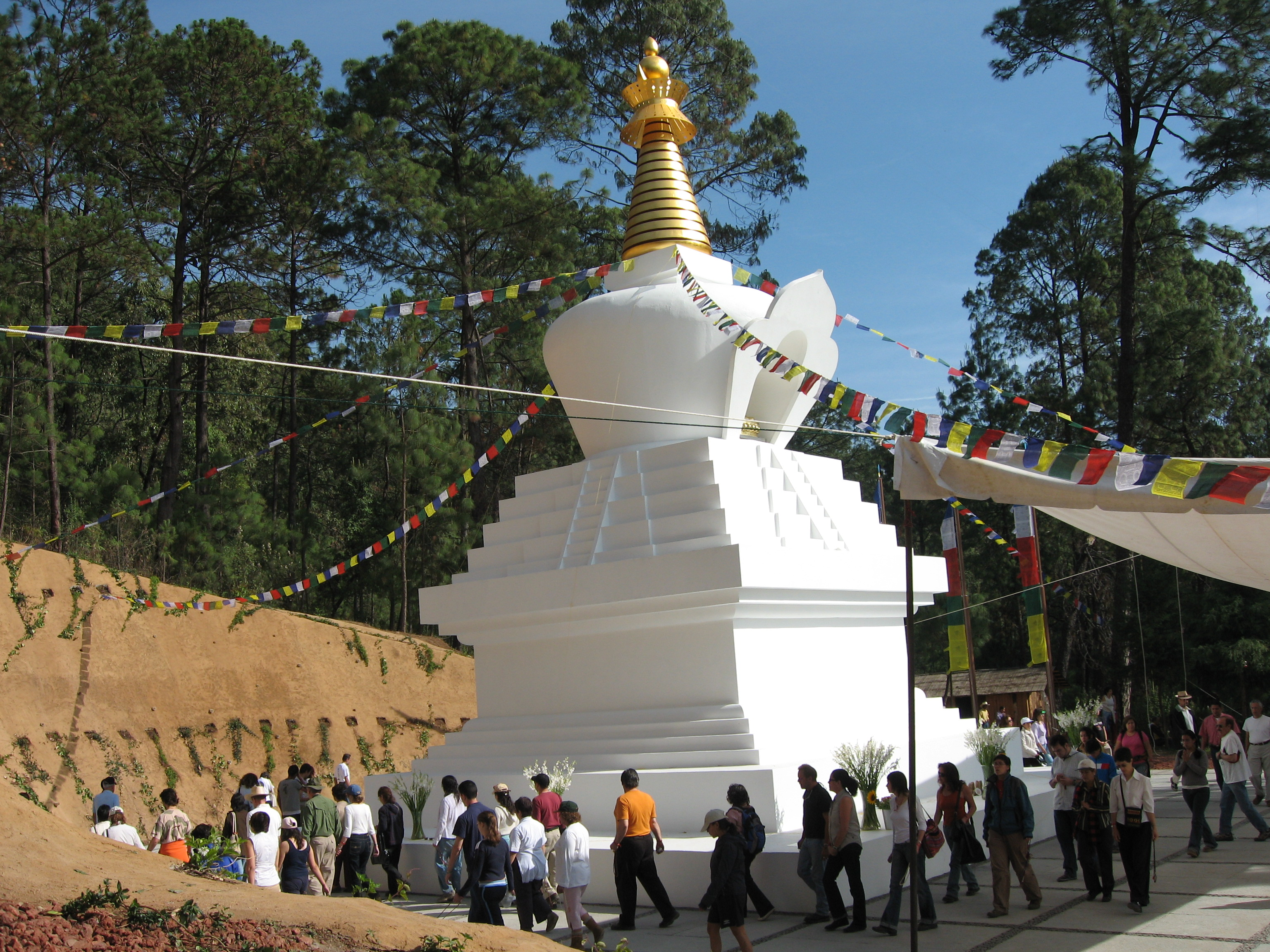
Tibeti buddhista szertartás Valle de Bravóban

A buddhizmus Mexikóban kisebbségi vallásnak számít. A túlnyomórészt katolikus Mexikóban a buddhisták száma teljes lakosság kevesebb mint 1%-a, amely hozzávetőleg 100 000 főt jelent.

## Története
A buddhizmus szempontjából Mexikó és a Kelet között csak a 19. század végétől lehet beszélni kontaktusról. Az első kínai bevándorlók 1875-ben, az első japánok pedig 1897-ben érkeztek az ország északi részébe. A kínaiakkal szemben ellenérzést tanúsítottak a helyiek – kínai ellenes mozgalmakat is indítottak –, akikről általánosságban úgy vélekedtek, hogy konfuciánus vallásúak. Ezzel szemben a japánokat jobban kedvelték, ők a buddhista dzsódo sin iskolához tartoztak. Az 1890 és 1940 között érkező 401 japán közül 343 vallotta magát buddhistának. A második világháború alatt az Egyesült Államok kormánya számos japán állampolgárt utasított ki, köztük buddhistákat és későbbi buddhista szervezetek vezetőit, akik közül sokan Mexikó középső részén telepedtek le. A buddhizmus csupán nehezen és lassan tudott karizmatikusabb formát ölteni az országban, amelynek több oka is volt. A Keletről érkező bevándorlókat alsóbbrendűnek tekintették, akik egyébként sem igyekeztek erős gyökereket ereszteni Mexikóban, ugyanis a szomszédos Egyesült Államok kecsegtetőbb volt számukra. Ezen felül a bevándorlók vallási és egyéb kulturális élete a szorosabb családi körre szorítkozott csupán. 
A Közép-Amerikába érkező és a mexikói értelmiséget elérő buddhizmus a nyugati buddhizmus jegyeit hordozta, amely jellemzően racionalista, univerzalista és pragmatikus. jellemző. A 19. századtól a protestáns újságokban a buddhizmus pogány és babonás vallásként szerepelt, amely inkább egy teljesen haszontalan filozófia. Az első áttörés 20. század elején a Teozófiai Társulat megjelenésével történt. 1957-ben Erich Fromm vezetésével megtartották az ország első buddhista szemináriumát, amelyet a mexikói nemzeti autonóm  egyetem támogatott. 1967-ben Fromm egy japán zen szerzetes segítségével két zen központot is megnyitott. Tehát legelőször a zen jelentette Mexikóban a buddhizmust.
1989-ben először látogatott Mexikóba a 14. dalai láma, ekkor alapították meg Mexikóvárosban a Tibet házat, és ez az esemény jelentősen hozzájárult ahhoz, hogy sok mexikói közelebb kerüljön a buddhizmushoz. Ezt követően több tibeti buddhista iskola is létesített központot az országban.